# 剣武輝希
剣武 輝希（つるぎだけ てるき、1979年2月7日 - ）は、埼玉県秩父郡小鹿野町出身で藤島部屋（入門時は武蔵川部屋）に所属した元大相撲力士。本名は宮本 一輝（みやもと かずてる）。身長181cm、体重168kg。最高位は西前頭16枚目（2011年11月場所）。得意技は突き・押し、血液型はB型。

## 来歴
小鹿野町で温泉旅館「宮本家」を経営する一家の長男として生まれる。埼玉県立秩父農工高等学校から教員志向の強い日本体育大学を経て角界入り。日体大を卒業しての角界入りは史上初めてだった。大学時代の同期には同部屋となる垣添（現・雷）がいる。同じ場所で初土俵を踏んだ力士に後の横綱・白鵬や幕内・猛虎浪がいる（ちなみに両者とも対戦経験は無い）。幕下付出の資格を得ることは出来なかったが、宮本の四股名で初めて番付に載った2001年5月場所で序ノ口優勝を果たし、以降も順調に番付を上げて翌2002年1月場所では5場所目にして早くも幕下昇進を果たし、四股名も地元の武甲山（ぶこうさん）にちなんだ武甲山（ぶこうざん）と改める。
しかし、その後は度重なる怪我に悩まされて番付は停滞する。特に網膜剥離に悩まされ、左目を3回、右目も1回手術した。一時は引退も考えたほどだったが、網膜剥離で入院中の2003年9月場所で大学の同期で同部屋の垣添が新入幕で初白星を挙げて行われたインタビューで「入院している宮本の為にも今日は勝ちたかった」と話したのを見て発奮。2005年1月場所に3度目の幕下昇進を果たしてからは幕下の地位を維持し続け、じわじわと番付を上げていく。しかし上位の壁は厚く、幕下1ケタ台に番付を上げては跳ね返されることが続いた。
四股名を宮本→武甲山→宮本→武甲（たけかぶと）と改め、2010年1月場所からは剣武に改名、同時に下の名前も「一輝」から「輝希」に改めた。その場所で6勝1敗の好成績を収めると、以後幕下5枚目以内をキープ。7月場所では東3枚目で4勝3敗と勝ち越すも、翌9月場所は西筆頭に留め置かれて3勝4敗と負け越してしまう。しかし、西3枚目で迎えた翌9月場所の千秋楽に勝ち越しを決め、場所後に十両昇進を決めた。十両昇進への所要58場所は、学生相撲出身力士としては花ノ藤（日本大学）の40場所を大きく上回るスロー出世。また、十両昇進発表後に入門当時の師匠であった武蔵川が藤島に部屋を継承したため、武蔵川部屋最後の場所で関取昇進を決めたこととなった。十両昇進時には「絶対幕内に上がりたい」と意気込み、武蔵川も「手間がかかったけど、嬉しい」と振り返った。
新十両の2010年11月場所では西十両13枚目で7勝8敗、2011年1月場所では東十両14枚目で7勝8敗と負け越すが残留、同年5月技量審査場所では6勝9敗と負け越すものの大相撲八百長問題の影響で同年7月場所は自己最高位の番付を更新、10勝5敗と大きく勝ち越した。また、十両での勝ち越しはこの場所が初めてである。負け越しつつも十両に残留することが多く、番付運には恵まれている。同年9月場所では西十両2枚目で勝ち越し、10月31日に翌場所での新入幕（西前頭16枚目）が発表された。学生相撲出身では初土俵（幕下60枚目格付出）から所要59場所で入幕を果たした同部屋の武州山を抜き、初土俵から所要63場所という最スロー出世である。また、この場所の同時昇進には妙義龍、松鳳山、佐田の富士、碧山がおり、新入幕力士5人は1950年秋場所以来およそ61年ぶり、学生相撲出身が同時に3人入幕は史上初の出来事であった。ちなみにこのうちの妙義龍も「日体大の宮本」（妙義龍は剣武の8学年下）である。四股名に「剣」の字を含む幕内力士は、1998年に現役中に死去した剣晃以来で、「剣は折れる物」という意味合いから四股名にはあまり好まれてこなかった字であったが、後の例では2024年現在現役の剣翔がいる。この場所4勝11敗と負け越し1場所で十両に陥落したが、それでもその場所の平幕力士で3位となる9本の懸賞を受けるなど意地を示した。2012年1月場所の終わりに再び網膜剥離の手術を受けている。同年3月場所は手術の影響で調子が上がらず初日から6連敗し7日目に休場した。結局この場所が現役最後の場所となり、翌5月場所の番付が発表された直後の同年4月25日に、垣添と共に引退が発表された。学生相撲出身者の身でありながら10年以上所要して新入幕を果たし、それからわずか半年後に幕下に陥落して引退という極めて珍しい土俵歴を歩んだ力士であった。
引退後は実家へ帰り、先述した温泉旅館にて修行を行ない、5年後に家業を引き継ぐ予定としていた（実際には、引退から1年後に父親が交通事故に遭って車椅子生活を余儀なくされたため、引き継ぎが早まった）。修行開始後の同年8月26日には両国国技館にて断髪式を行い、当時押尾川を襲名していた垣添も鋏を入れた。2015年2月24日放送分の『昼めし旅』（テレビ東京）では実家の温泉旅館で修業している様子が放映された。2017年5月には土俵の形を模した露天風呂を作ったことが報じられた。同年10月には秩父市から生放送された『NHKのど自慢』の本選に出演、坂本九の「上を向いて歩こう」を熱唱した（鐘2つ）。2019年2月16日放送のTBS「バース・デイ」では、自らのアイデアで10頭のヤギと触れ合うレジャー農園の開園や大型トラクターを自ら運転して行う接客サービスなどを行ったことが評価されて『プロが選ぶ日本のホテル・旅館100選』の企画部門で入選したことが紹介されていた。
2019新型コロナウイルス感染拡大を受けて、2020年4月は旅館の売上が例年比で9割減、5月も8割減と、旅館が経営の危機に直面していることが伝えられた。
その後、新型コロナウイルス感染防止対策を徹底。さらに様々な社会情勢にあった企画や設備を整え経営が順調に回復し、令和５年には『プロが選ぶ日本のホテル旅館100選』に五年連続の入選が決まる。
令和5年は宮本荘グループ創業30周年記念の年にあたり、『農家屋敷宮本家』において力士風呂がオープンする（2023年3月）。
相撲ライターの飯塚さきのコラムによると、盟友であった元垣添の雷親方が雷部屋を継承してから、旅館が雷部屋の秩父合宿の宿舎に利用されるようになったという。

## 主な成績

### 通算成績
- 通算成績：261勝208敗50休　勝率.557
- 幕内成績：4勝11敗　勝率.267
- 現役在位：66場所
- 幕内在位：1場所

### 各段優勝
- 序ノ口優勝：1回（2001年5月場所）

### 場所別成績
| | 一月場所 初場所（東京） | 三月場所 春場所（大阪） | 五月場所 夏場所（東京）  | 七月場所 名古屋場所（愛知） | 九月場所 秋場所（東京）   | 十一月場所 九州場所（福岡） |
| --- | ----------------------- | ----------------------- | ------------------------ | --------------------------- | ------------------------- | --------------------------- |
| 2001年 （平成13年） | x                       | （前相撲）              | 西序ノ口21枚目 優勝 7–0  | 西序二段20枚目 4–3          | 東三段目99枚目 6–1        | 東三段目38枚目 6–1          |
| 2002年 （平成14年） | 西幕下52枚目 3–4        | 東三段目7枚目 3–4       | 西三段目23枚目 3–4       | 東三段目33枚目 休場 0–0–7   | 東三段目94枚目 6–1        | 東三段目36枚目 休場 0–0–7   |
| 2003年 （平成15年） | 東三段目81枚目 6–1      | 東三段目23枚目 4–3      | 東三段目12枚目 5–2       | 西幕下51枚目 2–3–2          | 東三段目14枚目 休場 0–0–7 | 東三段目74枚目 休場 0–0–7   |
| 2004年 （平成16年） | 西序二段35枚目 7–0      | 西三段目34枚目 5–1–1    | 西三段目8枚目 休場 0–0–7 | 東三段目69枚目 5–2          | 西三段目38枚目 5–2        | 西三段目12枚目 6–1          |
| 2005年 （平成17年） | 西幕下34枚目 4–3        | 東幕下29枚目 2–5        | 西幕下42枚目 5–2         | 東幕下23枚目 2–5            | 東幕下40枚目 3–4          | 西幕下47枚目 5–2            |
| 2006年 （平成18年） | 西幕下31枚目 2–5        | 東幕下46枚目 5–2        | 西幕下28枚目 6–1         | 西幕下10枚目 2–5            | 東幕下22枚目 5–2          | 西幕下11枚目 5–2            |
| 2007年 （平成19年） | 西幕下5枚目 3–4         | 西幕下9枚目 4–3         | 西幕下6枚目 3–4          | 西幕下11枚目 5–2            | 西幕下5枚目 0–2–5         | 西幕下35枚目 2–5            |
| 2008年 （平成20年） | 東幕下50枚目 3–4        | 東幕下59枚目 5–2        | 東幕下39枚目 6–1         | 東幕下16枚目 5–2            | 東幕下9枚目 1–6           | 西幕下29枚目 5–2            |
| 2009年 （平成21年） | 東幕下18枚目 5–2        | 西幕下10枚目 3–4        | 西幕下14枚目 4–3         | 東幕下10枚目 4–3            | 西幕下5枚目 2–5           | 東幕下14枚目 3–4            |
| 2010年 （平成22年） | 西幕下18枚目 6–1        | 東幕下5枚目 4–3         | 東幕下3枚目 4–3          | 西幕下筆頭 3–4              | 西幕下3枚目 4–3           | 西十両13枚目 7–8            |
| 2011年 （平成23年） | 東十両14枚目 7–8        | 八百長問題 により中止   | 西十両14枚目 6–9         | 東十両10枚目 10–5           | 西十両2枚目 8–7           | 西前頭16枚目 4–11           |
| 2012年 （平成24年） | 西十両4枚目 6–9         | 西十両8枚目 0–7–8       | 東幕下8枚目 引退 –       | x                           | x                         | x                           |
| 各欄の数字は、「勝ち-負け-休場」を示す。 優勝 引退 休場 十両 幕下 三賞：敢=敢闘賞、殊=殊勲賞、技=技能賞 その他：★=金星 番付階級：幕内 - 十両 - 幕下 - 三段目 - 序二段 - 序ノ口 幕内序列：横綱 - 大関 - 関脇 - 小結 - 前頭（「#数字」は各位内の序列） |                         |                         |                          |                             |                           |                             |

### 幕内対戦成績
| 力士名 | 勝数 | 負数 | 力士名     | 勝数 | 負数 | 力士名 | 勝数 | 負数 | 力士名 | 勝数 | 負数 |
| ------ | ---- | ---- | ---------- | ---- | ---- | ------ | ---- | ---- | ------ | ---- | ---- |
| 碧山   | 0    | 1    | 朝赤龍     | 0    | 1    | 魁聖   | 0    | 1    | 木村山 | 1    | 0    |
| 磋牙司 | 1    | 0    | 佐田の富士 | 0    | 1    | 松鳳山 | 0    | 1    | 大道   | 1    | 0    |
| 宝富士 | 0    | 1    | 玉鷲       | 1    | 0    | 時天空 | 0    | 1    | 栃ノ心 | 0    | 1    |
| 豊響   | 0    | 1    | 富士東     | 0    | 1    |        |      |      |        |      |      |

## 改名歴
- 宮本 一輝（みやもと かずてる）2001年3月場所-2001年11月場所
- 武甲山 一輝（ぶこうざん かずてる）2002年1月場所-2002年7月場所
- 宮本 一輝（みやもと かずてる）2002年9月場所-2007年5月場所
- 武甲 一輝（たけかぶと かずてる）2007年7月場所-2009年11月場所
- 剣武 輝希（つるぎだけ てるき）2010年1月場所-2012年5月場所